# Dolnopłat

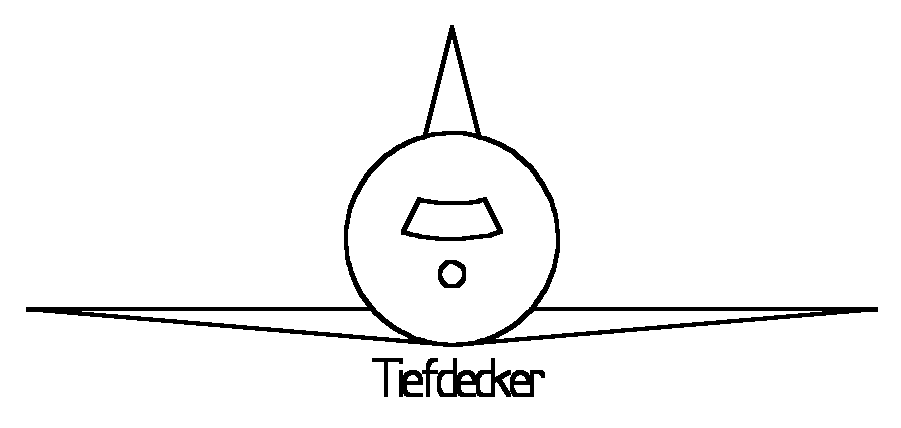
Schemat dolnopłata

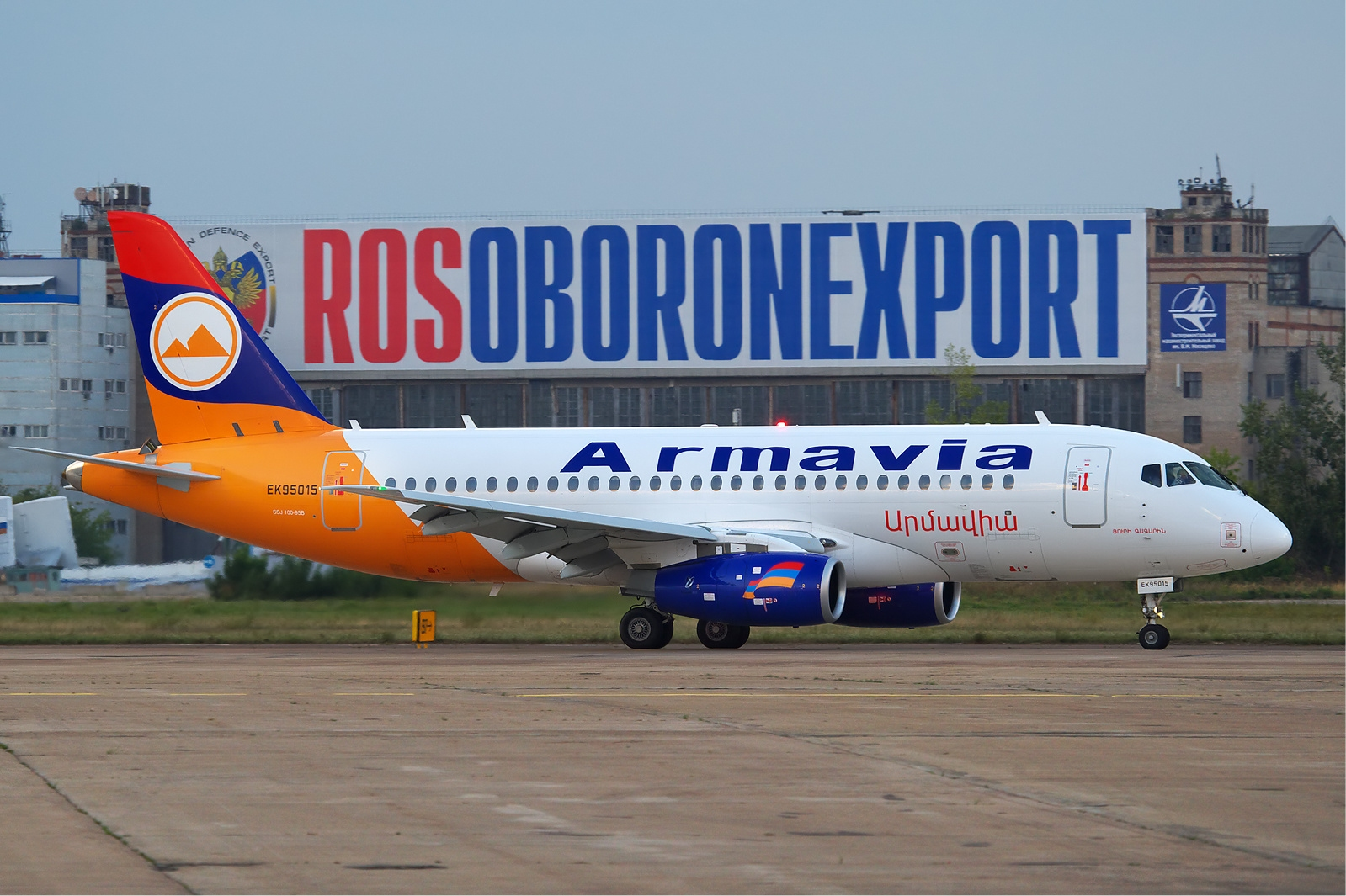
Odrzutowiec pasażerski Suchoj SuperJet 100

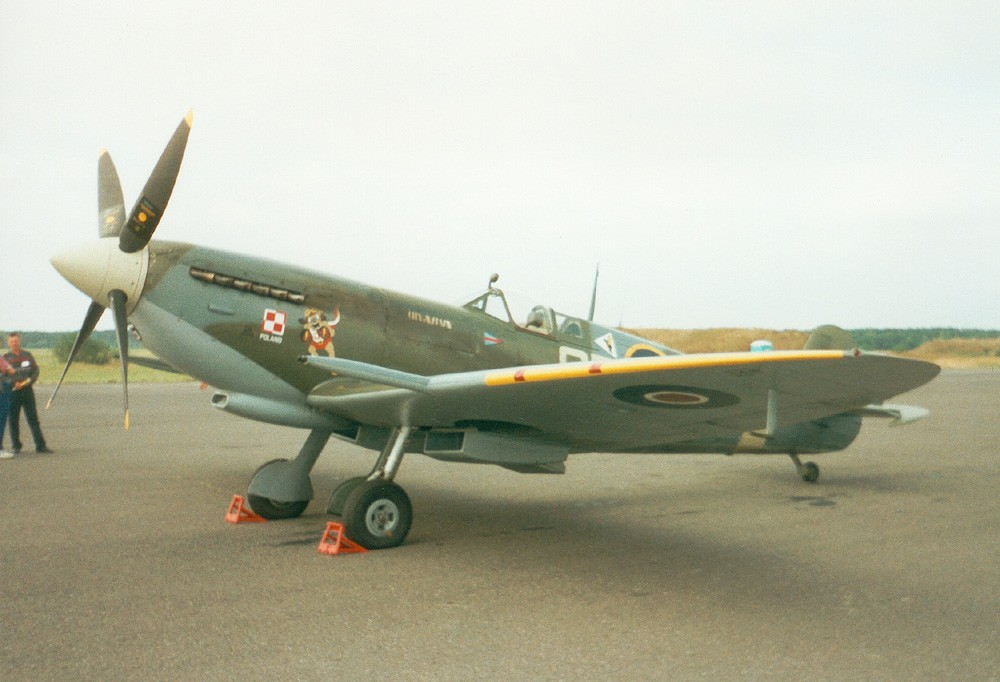
Supermarine Spitfire

Dolnopłat – samolot jednopłatowy o płacie umocowanym u dołu kadłuba. 
Zazwyczaj są to konstrukcje wolnonośne. Tylko w nielicznych przypadkach stosuje się zastrzały, głównie w samolotach o małej prędkości jak np. samoloty rolnicze.
Pierwszy dolnopłat został wyprodukowany w końcowym okresie I wojny światowej przez Cesarstwo Niemieckie, a był nim samolot Junkers D.I.
Układ ten był szeroko stosowany podczas II wojny światowej w samolotach myśliwskich (np. Spitfire, Bf 109, A6M1 "Zero") ze względu na dogodne umiejscowienie podwozia. W samolotach przy- i ponaddźwiękowych rzadko spotykany, ze względu na duży opór interferencyjny, małą krytyczną liczbę Macha, spadek stateczności oraz skłonności do wpadania w drgania typu "buffeting".
Obecnie często spotykany w lotnictwie komercyjnym i lekkim.